# Кроспојнт (Вирџинија)
Кроспојнт (енгл. Crosspointe) насељено је место без административног статуса у америчкој савезној држави Вирџинија.

## Демографија
По попису из 2010. године број становника је 5.802.
| Група             | 2000.    | 2010.         |
| Белци             | 0 (0,0%) | 4.359 (75,1%) |
| Афроамериканци    | 0 (0,0%) | 289 (5,0%)    |
| Азијати           | 0 (0,0%) | 699 (12,0%)   |
| Хиспаноамериканци | 0 (0,0%) | 277 (4,8%)    |
| Укупно            | 0        | 5.802         |